# Paulinenaue-Neuruppiner Eisenbahn
| Streckennummer (DB): | 6948                    |                                     |                                     |
| Kursbuchstrecke (DB): | 801 (1968), 110a (1967) |                                     |                                     |
| Kursbuchstrecke: | 121p (1946) 106b(1934)  |                                     |                                     |
| Streckenlänge: | 30,5 km                 |                                     |                                     |
| Spurweite: | 1435 mm (Normalspur)    |                                     |                                     |
| Maximale Neigung: | 10 ‰                    |                                     |                                     |
| |                         |                                     |                                     |
| \| \| \| von Herzberg, von Kremmen \| \| \| \| 30,5 \| Neuruppin (ehem. Hbf) \| Neuruppin (ehem. Hbf) \| \| \| \| Neuruppin West \| \| \| \| \| nach Wittstock \| \| \| \| \| nach Neustadt \| \| \| \| 29,3 \| Neuruppin Neustädter Straße \| Neuruppin Neustädter Straße \| \| \| 28,7 \| Neuruppin Paulinenauer Bf bis 1930 \| Neuruppin Paulinenauer Bf bis 1930 \| \| \| 28,3 \| Neuruppin Fehrbelliner Straße \| Neuruppin Fehrbelliner Straße \| \| \| \| \| \| \| \| \| Neuruppin (erster Bahnhof bis 1901) \| \| \| \| 27,1 \| Neuruppin Anstalt \| Neuruppin Anstalt \| \| \| 25,7 \| Treskow \| Treskow \| \| \| 22,5 \| Buskow (Kr Neuruppin) \| Buskow (Kr Neuruppin) \| \| \| 19,1 \| Dammkrug \| Dammkrug \| \| \| \| Rhinkanal \| \| \| \| 15,8 \| Fehrbellin \| Fehrbellin \| \| \| 10,1 \| Betzin-Karwesee \| Betzin-Karwesee \| \| \| 5,8 \| Lobeofsund \| Lobeofsund \| \| \| 2,5 \| Eichberge \| Eichberge \| \| \| \| von Wittenberge \| \| \| \| 0,0 \| Paulinenaue \| Paulinenaue \| \| \| \| nach Berlin \| \| |                         |                                     |                                     |
| Strecke |                         | von Herzberg, von Kremmen           | von Herzberg, von Kremmen           |
| Dienststation / Betriebs- oder Güterbahnhof | 30,5                    | Neuruppin (ehem. Hbf)               | Neuruppin (ehem. Hbf)               |
| Bahnhof |                         | Neuruppin West                      | Neuruppin West                      |
| Abzweig ehemals geradeaus und nach rechts |                         | nach Wittstock                      | nach Wittstock                      |
| Abzweig geradeaus und nach rechts (Strecke außer Betrieb) |                         | nach Neustadt                       | nach Neustadt                       |
| Haltepunkt / Haltestelle (Strecke außer Betrieb) | 29,3                    | Neuruppin Neustädter Straße         | Neuruppin Neustädter Straße         |
| Strecke (außer Betrieb) · Kopfbahnhof Streckenanfang (Strecke außer Betrieb) | 28,7                    | Neuruppin Paulinenauer Bf bis 1930  | Neuruppin Paulinenauer Bf bis 1930  |
| Haltepunkt / Haltestelle (Strecke außer Betrieb) · Strecke (außer Betrieb) | 28,3                    | Neuruppin Fehrbelliner Straße       | Neuruppin Fehrbelliner Straße       |
| Verschwenkung nach links (Strecke außer Betrieb) · Verschwenkung nach rechts (Strecke außer Betrieb) |                         |                                     |                                     |
| Bahnhof (Strecke außer Betrieb) |                         | Neuruppin (erster Bahnhof bis 1901) | Neuruppin (erster Bahnhof bis 1901) |
| Haltepunkt / Haltestelle (Strecke außer Betrieb) | 27,1                    | Neuruppin Anstalt                   | Neuruppin Anstalt                   |
| Haltepunkt / Haltestelle (Strecke außer Betrieb) | 25,7                    | Treskow                             | Treskow                             |
| Haltepunkt / Haltestelle (Strecke außer Betrieb) | 22,5                    | Buskow (Kr Neuruppin)               | Buskow (Kr Neuruppin)               |
| Haltepunkt / Haltestelle (Strecke außer Betrieb) | 19,1                    | Dammkrug                            | Dammkrug                            |
| Brücke über Wasserlauf (Strecke außer Betrieb) |                         | Rhinkanal                           | Rhinkanal                           |
| Bahnhof (Strecke außer Betrieb) | 15,8                    | Fehrbellin                          | Fehrbellin                          |
| Haltepunkt / Haltestelle (Strecke außer Betrieb) | 10,1                    | Betzin-Karwesee                     | Betzin-Karwesee                     |
| Haltepunkt / Haltestelle (Strecke außer Betrieb) | 5,8                     | Lobeofsund                          | Lobeofsund                          |
| Haltepunkt / Haltestelle (Strecke außer Betrieb) | 2,5                     | Eichberge                           | Eichberge                           |
| Abzweig ehemals geradeaus und von rechts |                         | von Wittenberge                     | von Wittenberge                     |
| Bahnhof | 0,0                     | Paulinenaue                         | Paulinenaue                         |
| Strecke |                         | nach Berlin                         | nach Berlin                         |

Die Paulinenaue-Neuruppiner Eisenbahn (PNE) ist eine ehemalige Kleinbahn im Westen Brandenburgs. Die auch als Stille Pauline bezeichnete Bahn verband die Gemeinden Paulinenaue und Fehrbellin mit der Kreisstadt Neuruppin. Betreibergesellschaft war zunächst die gleichnamige Paulinenaue-Neuruppiner-Eisenbahn-Gesellschaft, die 1923 von der Ruppiner Eisenbahn AG aufgekauft wurde. 1949 erfolgte deren Verstaatlichung. 1970 wurde der Personen- sowie 1995 der Güterverkehr eingestellt. Die Strecke ist seit 2008 komplett abgebaut.

## Geschichte

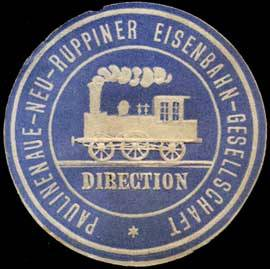
Siegelmarke Paulinenaue-Neuruppiner Eisenbahn-Gesellschaft

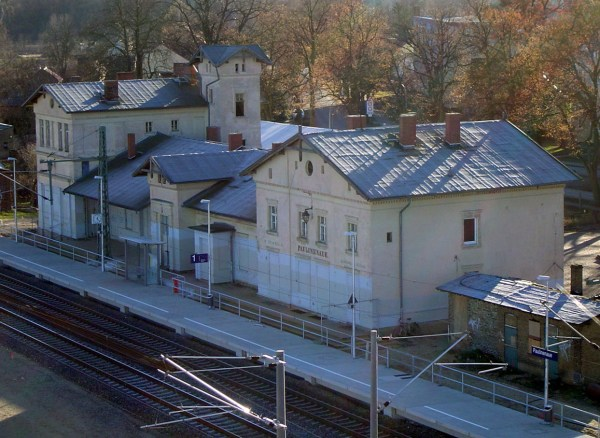
Der Ausgangsbahnhof der Strecke in Paulinenaue im Jahr 2003

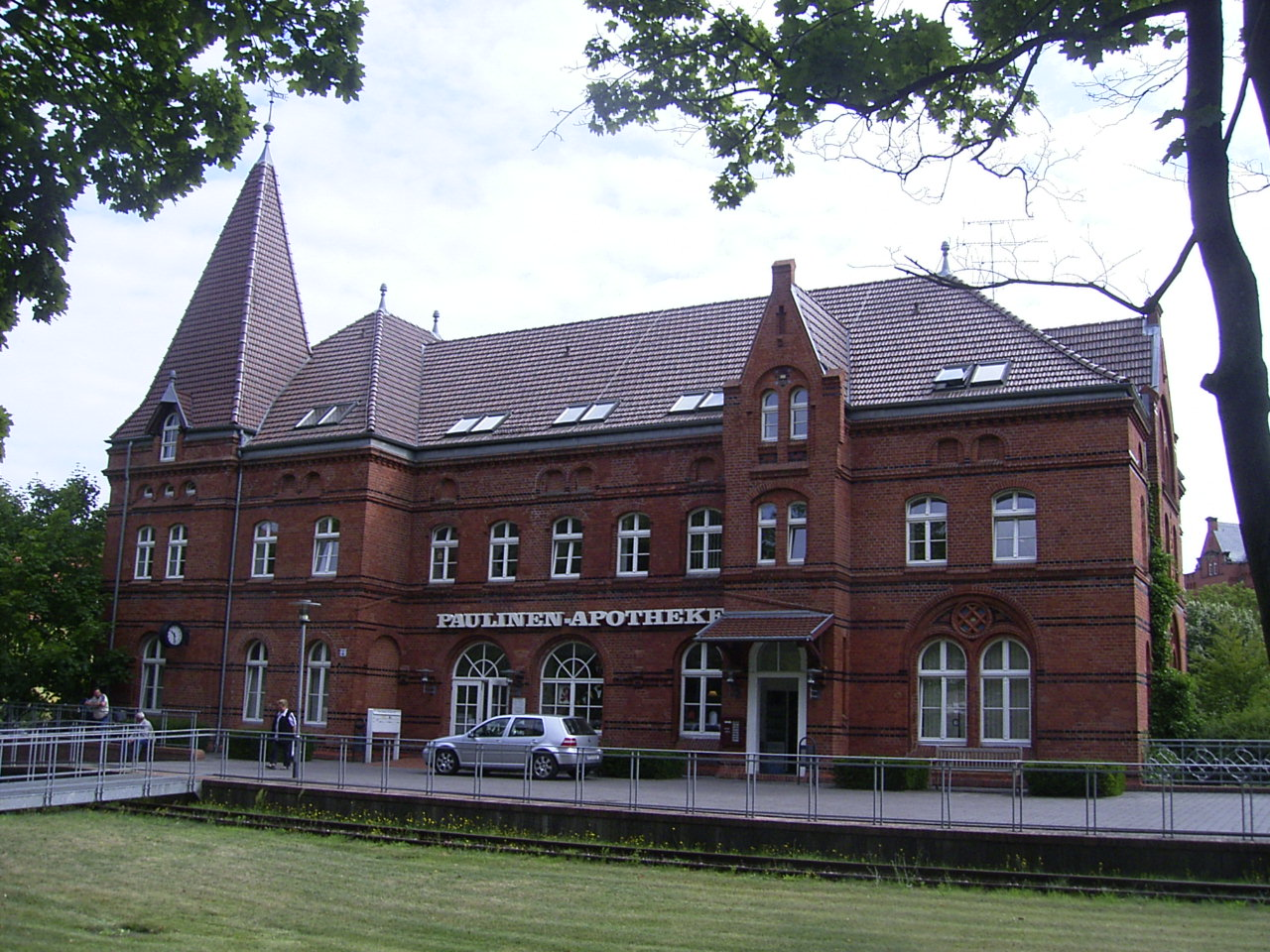
Der Endbahnhof der Strecke in Neuruppin beherbergt heute eine Apotheke

Nachdem bis in die 1870er Jahre das Grundnetz der deutschen Eisenbahn in Form von mehreren Hauptstrecken errichtet wurde, die die größeren Städte untereinander verbanden, begann in den darauffolgenden Jahren die Feinerschließung der ländlich geprägten Gebiete. Meist erfolgte der Bau von Stichbahnen, die von den Hauptstrecken ausgehend die mittelgroßen und kleinen Städte des Reichs anschlossen. Da die Preußischen Staatseisenbahnen diese zunächst unrentabel erscheinenden Strecken nicht selbst errichten wollte, kamen private Bahngesellschaften zum Einsatz.
Im Falle der PNE ging das Bestreben eines Anschluss vor allem vom Kreis Ruppin sowie der Kreisstadt Neuruppin aus, die sich von dem Anschluss an die Hamburger Bahn und somit an die Reichshauptstadt Berlin einen wirtschaftlichen Vorteil erhofften. Die eingleisige Bahn sollte von der Hauptstrecke aus bei Paulinenaue nach Norden abzweigen und fast geradlinig und im rechten Winkel zu dieser durch das Rhinluch nach Neuruppin verlaufen. Dort sollte die Bahn in einem Kopfbahnhof am Stadtrand enden. Am Südende der Strecke wurden während des Bahnbaus ebenfalls Maßnahmen getroffen und der Bahnhof Paulinenaue umfangreich erweitert.
Die Ende der 1870er Jahre gegründete Paulinenaue-Neu-Ruppiner Eisenbahngesellschaft (PNRE, später PNE) erhielt 1879 die Konzession zum Bau der Trasse. Die Arbeiten begannen im Frühjahr 1880 und konnten bereits ein halbes Jahr später abgeschlossen werden. Nachdem am 11. September 1880 der erste Eröffnungszug mit geladenen Gästen aus der Provinzialpolitik verkehrte, begann einen Tag später der fahrplanmäßige Betrieb. 
Der Spitzname „Stille Pauline“ stammt bereits aus den ersten Jahren der Eröffnungsgeschichte. Theodor Fontane schrieb 1882 in den Wanderungen durch die Mark Brandenburg: 
Abzweigend von einer zwischen Nauen und Friesack gelegenen Mittelstation der Hamburger Bahn (Paulinenaue) dringt jetzt, über Linum-Fehrbellin und ihnen verwandte Lagunen-Distrikte hinaus, eine kleine, nur mit drei Lokomotiven befahrene strada ferrate bis ins Herz der Grafschaft vor, ein eingleisiger, fast wie mit dem Lineal gezogener Schienenweg, der als Schößling oder Sprößling obenerwähnter Station Paulinenaue, den eigentümlichen und der Folgerichtigkeit seiner Etymologie vielleicht anfechtbaren Namen der „stillen Pauline“ führt.
Von 1899 bis 1901 wurde die Strecke um einige hundert Meter vom alten Bahnhof Neuruppin zum neuen Paulinenauer Bahnhof verlängert. Dort entstand ein neues repräsentatives Empfangsgebäude. 
Ebenfalls in den Jahren um die Jahrhundertwende erhielt Neuruppin Anschluss an zwei weitere Bahnen. Die erste Bahn führte vom südöstlich gelegenen Kremmen, Neuruppin nördlich tangierend nach Wittstock (Dosse) und wurde 1899 von der Ruppiner Eisenbahn AG eröffnet. Drei Jahre später folgte die Ruppiner Kreisbahn mit einer Strecke von Neustadt (Dosse) nach Herzberg (Mark). Da diese Bahnen einen gemeinsamen Neuruppiner Bahnhof nutzten, bestand die Gefahr, die PNE könne durch ihre Randlage ins Abseits geraten. Daher eröffnete sie am 21. Juni 1905 eine 1,8 Kilometer lange Verbindungsstrecke zum Bahnhof der Kremmener und der Ruppiner Bahn (später in Neuruppin Hauptbahnhof umbenannt), die im Bereich des ersten Neuruppiner Bahnhofs der Paulinenauer Strecke von der Stammstrecke abzweigte. Für den Personenverkehr blieb der neue Paulinenauer Bahnhof dagegen noch 25 Jahre weiter in Betrieb.
Nach dem Ersten Weltkrieg und der darauffolgenden Inflation kaufte die Ruppiner Eisenbahn AG am 17. März 1923 die Paulinenaue-Neuruppiner Eisenbahn-Gesellschaft auf. Diese führte im darauffolgenden Jahr den Betrieb mit Benzoltriebwagen ein. 1930 erfolgte die Schließung des Paulinenauer Bahnhofs und die Entfernung der Gleisanlagen. Das Empfangsgebäude ist jedoch bis heute noch erhalten, ebenso wie das des weiter südlich gelegenen ersten Bahnhofs der Stadt.

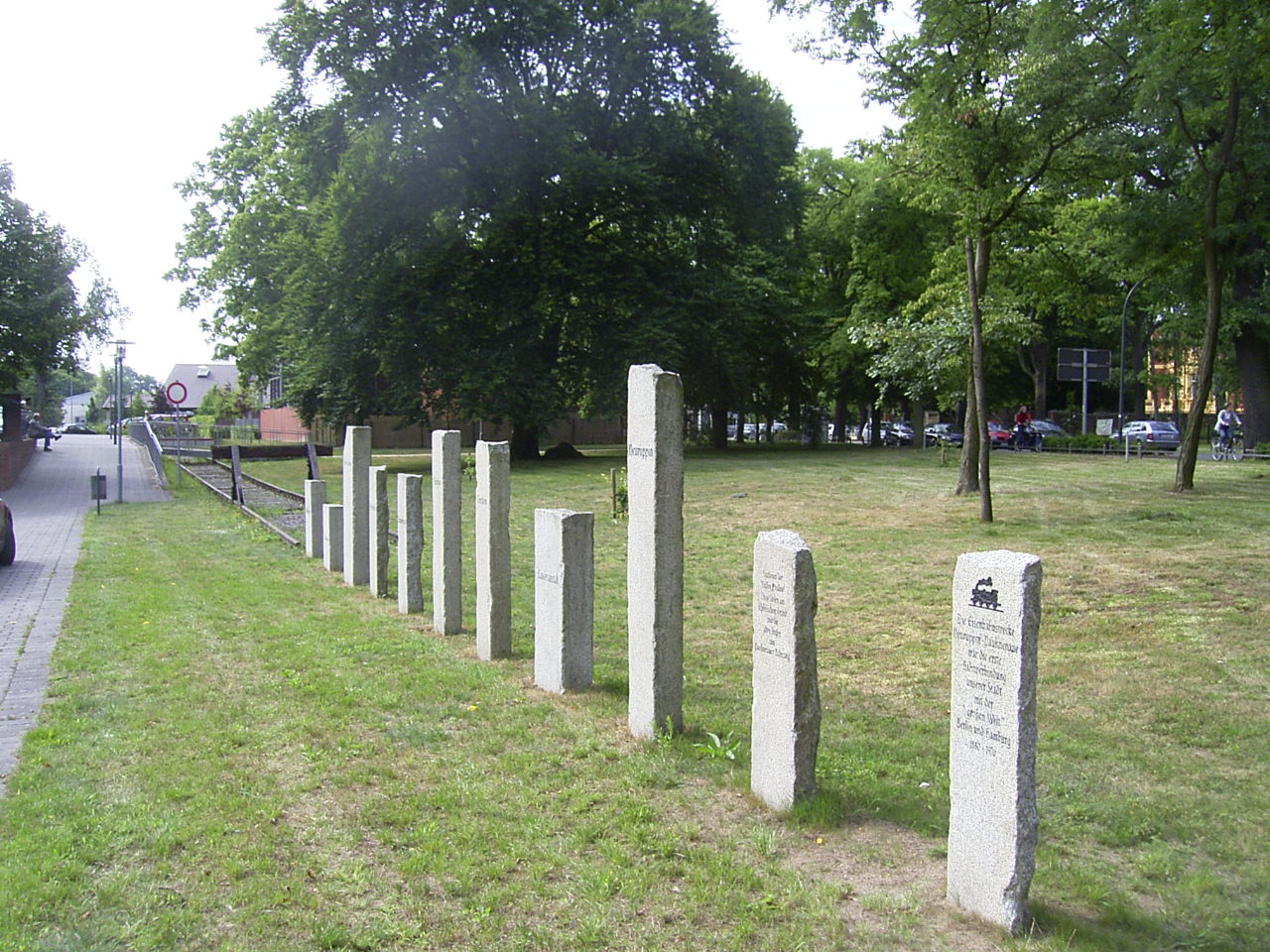
Denkmal Stille Pauline vor dem Paulinenauer Bahnhof in Neuruppin

Die folgenden Jahre waren geprägt von Ausflugszügen im Personenverkehr sowie einem lokalen Güterverkehr entlang der Bahn. Der Hauptfahrgaststrom verlagerte sich jedoch nach Inbetriebnahme der Bahnstrecke nach Kremmen und ihrer Anschlussstrecke nach Berlin mehr und mehr auf diese. Nach Ende des Zweiten Weltkrieges fallen weitere Fahrgeldeinnahmen aus, da durch die Lage der nun isolierten Westhälfte Berlins sich die Bahn im Windschatten der Hauptstadt der DDR befand. Am 20. Mai 1970 erfolgte schließlich das Aus für den Personenverkehr. Ausschlaggebend waren zum einen die geringen Fahrgastzahlen, die in den 1960er und 1970er Jahren zu zahlreichen weiteren Stilllegungen von Nebenbahnstrecken führten, aber auch der einsetzende Bau der Autobahn Berlin–Rostock, heute Teil der A 24. Dafür wurde die Trasse südlich von Neuruppin bis kurz vor Fehrbellin abgetragen. Auf dem verbliebenen Abschnitt bis Paulinenaue verblieb allerdings noch Güterverkehr. Dieser hielt sich bis kurz nach der Wiedervereinigung und wurde Ende 1995 ebenfalls aufgegeben, zuletzt wurde er nur noch als Bahnhofsgleis bedient. Seit 2008 ist die ganze Strecke einschließlich der Brücke über den Rhinkanal abgebaut.
Auf der ehemaligen Trasse zwischen Paulinenaue und Fehrbellin wurde im Juni 2011 ein Radwanderweg eröffnet.